# 蜡瓣花
蜡瓣花（学名：Corylopsis sinensis）为金缕梅科蜡瓣花属下的一个种。其种加词“sinensis”意为“中华的”。

## 变种
- Corylopsis sinensis var. calvescens Rehder & E.H.Wilson